# 이열희 (1924년)
이열희(李烈熙, 1924년 12월 18일 - 2012년 8월 9일)는 대한민국의 의학 교육자, 치과 의사, 구강 성형외과 의사, 대학 교수 및 예비역 대한민국 육군 대위이자 경북대학교 치의과대학 창립 멤버의 한 사람이며, 치과, 악안면외과(악안면성형외과) 전문의였다. 경북대학교 의과 대학의 치의학과 과장이자, 경북대학교 치의과대학 초대 학장이었다. 1962년 11월 대한악안면성형재건외과학회(大韓顎顔面成形再建外科學會)의 창립 멤버의 한 사람이기도 하다. 6.25 전쟁 당시에는 군의관으로 참전했고, 1950년대부터 치과대학 부설의 필요성을 주장하여 1979년 경북대학교에 치의과대학을 별도로 설치하고, 이후 치과대학이 의과대학에서 분리, 단설되는 계기를 마련하였다. 
1977년 5월 대한악안면성형외과학회 명예회장에 추대되었고, 대한치과의사협회 회원, 대한치과의학협회 경상북도 지회장, 경북대학교 의과대학 교수, 경북대학교 치과대학 치의학과 교수, 경북대학교 치과대 학장, 경북치과의사회 회장 등을 역임했다. 시인 이상화, 독립운동가 이상정, 역사학자 겸 스포츠인 이상백의 5촌 조카였다. 일제 강점기 당시 도지사를 지낸 박중양은 그의 처조부가 된다. 본관은 경주(慶州)이고 호는 백산(白山)이다. 천주교 영세명은 토마이다. 대구광역시 출신.

## 생애

### 초기 활동
1924년 12월 18일 대구부 성내3동(대구광역시 중구 서성로 1가)에서 이상무의 아들로 태어났다. 할아버지 소남 이일우는 사업가였고, 독립운동가 이상정, 빼앗긴 들에도 봄은 오는가로 유명한 시인 이상화, 역사학자 겸 스포츠인 이상백은 그의 아버지 이상무의 사촌 형제들이었다. 
그의 증조부 이동진과 할아버지 소남 이일우는 구한말~일제시대의 사업가로 우현서루를 건립하여 학생들을 가르쳤다. 고모부 윤홍열은 미군정기 때 남조선과도입법위원회 의원을 역임했으며, 5.16 군사 정변에 참여한 군인 출신 사학자 박창암의 처 이겸희는 그와 6촌간이었다. 고모 이숙경의 며느리는 1945년 8.15 광복 후 초대 경북 대구시장을 지낸 허억의 딸이었다.
1954년 소아과의사이자 내과의사였던 박부남과 결혼했는데, 그는 구한 말, 일제 강점기에 도지사를 지낸 해악 박중양의 손녀이며, 상주,청도군수 등을 지낸 박문웅의 차녀였다.

### 학창 시절
1946년 서울대학교 치과대학 치의학과를 졸업하고 모교인 서울대 치과대학 조교가 되었으며, 1947년 대구의학전문학교 치과학교실 조교가 되었다. 그해 3월 다시 경북대학교 의과대학에 입학했다. 이후 육군병원의 외과, 치과의사로 근무하였다. 육군병원에 근무할 당시 구강외과를 설립하고 60년대초 구강외과내에 악안면 성형외과를 신설하였다. 구강외과를 전공한 그는 구강성형 분야의 완전한 의술확립을 위해 다시 경북대의대에 입학, 다시 경북대학교 의과대학을 다녔다. 경북대 의대 재학 중에는 외과전문의 자격증을 취득하였다. 그 뒤 경북대학교 의과대학원에서 의학석사와 의학박사 학위를 받았다.
이후 그는 1961년 6월까지 서울대학교 의과대학 치의과의 전임강사로 활동했다.

### 한국 전쟁 당시
1950년 군의관이 되어 전방에 배속되었다가 1950년 6·25 전쟁이 발생하자 군의관으로 종군하였으며, 1952년 육군 제1병원으로 발령되었다. 당시 육군 대위였던 그는 바로 제1병원 구강외과 과장으로 임명되었다.
미국 제25육군병원에서 하버드 대학 출신인 치과전문의 마틴 D. 해치(Martin D. Hatch) 박사의 지도 하에 악안면 성형외과를 수학하였다. 이후 그는 육군 제1병원에 근무하였으며, 제1병원 재직 중 악안면성형 및 구강외과를 창설했다. 당시엔 전쟁 당시 발생한 부상이나 상처 등으로 턱, 안면 등에 변형이 생긴 환자들이 있었다. 그의 성실성을 높이 평가한 마틴 D. 해치는 한국을 떠나기 전 그에게 수술할 때 사용했던 소수술기구와 성형외과학서적 5권을 그에게 특별히 선물해주기도 했다. 이후 그는 1953년 경북대학교 의과 대학 치의학과를 졸업하였다.
1954년 군의관으로 재직 중 최영보 중령(국군제1병원 외과부장겸 수련부장), 오상근 대위(국군제1병원 정형외과 과장), 허경발 대위(주한미군의무관실 연락장교) 등의 주선과 도움으로 미국으로 유학, 한국의 치과 군의관 신분으로 미국 하버드 대학의 성형외과 수련 과정을 이수하고 귀국하였다.

### 치과 대학 단설의 주역
1956년 경북대학교 의과 대학 치의학과 전임강사가 되고, 그해 동 대학 조교수가 되었다. 1956년 4월 경북대 의과대학에 치의학과가 신설되자 동년 8월에 이열희는 조교수에서 경북대 치의학과 학과장으로 부임하였다. 그러나 예산 부족을 이유로 치의학과는 1957년 3월 폐지됐다.
1957년 경북대 의대에 발을 디딘 그는 당시 치과의사 부족으로 불법 치과의료 행위가 극성을 부리자 치과대 설립을 서두르게 되었다. 그는 인근 국가의 인구 대비 치과의사수를 파악, 직접 보건사회부와 교육부 등을 찾아 치과대 설립의 당위성을 주장하였다. 그뒤 1973년 전국 7개 지방국립대에 치의예과 설립 허가를 얻어내고 79년에는 치과대로의 독립을 이뤄냈다.
| “ | 치과대 설립을 위해 무려 10년이나 뛰어다녔지요. 결국 내가 만든 서류가 표본모델이 돼 전국 국립대에 치의예과를 설립하게 된 것이지요. | ” |

경북대 재직 초기 당시 그는 "치과대 설립을 허가해 주고는 예산을 제때 배정해주지 않아 교실없이 신입생을 모집, 강의실을 구하기 위해 우왕좌왕했던 일이 가장 기억에 남는다"고 한다. 1957년부터 문교부를 상대로 치과 관련 대학의 별도 단설을 주장, 설득한 끝에  1979년 경북대학교 치과 대학외 7개 대학교의 치과대학을 시범으로 설립하여 성과가 나타나자 각 대학의 치과대학 별도 설치를 허가받았다.
1961년 6월 6일 전임강사에서 조교수로 승진하여 경북대학교로 정식 발령, 경북대 치의학과 조교수에 임명되었다. 1962년 11월 오재인(吳在仁), 정순경(鄭淳慶), 국군통합병원 의무과장 최형곤 대령 등과 함께 대한악안면성형재건외과학회의 창립에 참여하였고, 1972년부터 1976년 11월까지는 대한악안면성형외과학회 제3대 회장을 역임했다. 동시에 그는 무의촌대책위원회 치과분과 회장을 맡으며, 병원, 의료시설이 없는 무의촌의 치과 진료 봉사에도 참여하였다.

### 교육 활동과 개인적 활약
1963년 치과의학회 경상북도지회장에 선출되었다. 1963년 8월 1일 경북대학교 의과대학 조교수로 재직 중, 논문 "인태아(人胎兒) 소화기계의 점액선에 대한 발생학적 급조직 화확적연구"를 제출하고 의학박사학위를 받았다. 1965년 3월 3일 경북대 의대 부교수로 승진하였다. 1967년 10월 대한구강악안면외과협회 제9차 정기총회 및 학술대회에서 부회장에 선출되어 1969년 10월 17일까지 재임했다. 치과전문의가 부족하다는 것을 인식한 그는 경북대 의과대학에 치의학과 재설치를 꾸준히 청원하게 됐다.
치과의사가 부족하여 무허가 불법 치과의료 시술이 나타나고 부작용이 증가하자 그는 각 의과대학 내 치과 설치 증설과 치과대학 설립의 필요성을 역설하였다. 그는 외국의 인구 대비 치과의사 수를 확인하고 정부에 치과의사 양성이 필요함을 꾸준히 설득했다. 1973년 전국 7개 지방 국립대에 치의학과, 치의예과 설립 허가를 얻어냈다.
1972년부터 4년간 대한구강안면성형외과학회 회장에 선출되었다. 1974년 3월 경북대학교 의과대학 치의학부 교수가 되고 이후 대구시 치과의사회 회원이기도 했다. 1974년 3월 경북대 의대 치의학과장이 되었다. 1977년 5월 대한악안면성형외과학회 명예회장에 추대되었고, 대한치과의사협회 회원, 대한치과의학회 경상북도지회장 등을 역임했다.
1979년 3월 경북대학교 의과대학 치과가 단과 대학으로 승격, 치의과대학이 의과대학에서 분리 신설되자, 그는 경북대 치의과대학 초대 학장으로 취임하였다. 1981년 3월 경북대학교 치과대학 제2대 학장이 되었으나 그 해 9월을 기하여 물러났다. 이후 [경북대학교]] 치과대학 치의학과 평교수로 재직하며 경북치과의사회 회장 등을 역임했다. 이후 개인의로 개업하여 이열희 의원 원장을 맡기도 했다. 1980년 9월 대한군진의학협회 명예회원에 위촉되고, 1981년 정년 퇴임과 동시에 경북대학교 치과대학 명예교수에 선임되었다. 1983년 3월 FICO학위를 취득하였다.

### 생애 후반
경북대학교 치과대학 구강안면외과학 교실 명예교수로 활동했고, 그밖에 대한치과의사회 경북도회장, 대한악안면성형외과 부회장, 대한구강외과학회 부회장, 대한성형외과학회 이사, 무의촌대책위 치과회장, 대한악안면성형외과학회장 등을 역임하였다.
만년에는 서울특별시 서초구 잠원동에 살다가 2012년 8월 9일 새벽 4시 경기도 고양시 일산구 대화동의 장성 건영아파트 304동 304호 자택에서 사망했다. 빈소는 경기도 고양시 일산구 국민건강보험공단 일산병원 장례식장 5호에 마련됐으며 발인은 지난 11일 진행됐다. 장지는 대구광역시 달성군 화원읍 본리리 산9번지에 안장되었다.

## 저서 및 논문
- 악안면 성형외과에 있어서의 피부이식에 대하야(1954년)
- 인태아소하기계의 점액선에 대한 발생학적 및 조직화학적 연구(1963년 8월)

## 학력
- 서울대학교 치의과대학 치의학사 수석(1946년)
- 대한민국 육군보병학교 졸업(1950년)
- 대한민국 육군기갑학교 졸업(1951년)
- 대한민국 육군포병학교 졸업(1952년)
- 대한민국 육군공병학교 졸업(1952년)
- 경북대학교 의과대학 의학사(1958년)
- 경북대학교 의과대학원 의학석사(1963년)
- 경북대학교 의과대학원 의학박사(1968년)

## 상훈 경력
- 대한치과의사협회 학술대상(1979년 11월)

## 평가
경북치대 초대 및 제2대 학장을 역임하며 경북치대 설립과 구강악안면외과학교실의 발전에 공헌하였다. 치과의사들 사이에선 여전히 악안면 성형외과의 권위자로 불리고 있다는 평도 있다. '지방 국립대 7곳 치대 설립 '산파역''이라는 평가도 있다.

## 가족 관계
독립운동가인 이상정, 사학자 겸 스포츠인 이상백, 시인 이상화는 그의 작은할아버지 이시우의 아들들이었다. 고모부 윤홍열은 미군정기 당시 남조선과도입법위원회 위원을 역임하였다. 또한 육군 준장 출신 민족 사학자 박창암의 처 이겸희는 그의 6촌 누이였다.
- 증조 할아버지 : 이동진(李東珍)
  - 종조 할아버지 : 이시우(李時雨, ? ~ 1907년)
  - 종조 할머니 : 김신자(金愼子), 김해 김씨(金海 金氏)
    - 5촌 당숙: 이상정(李相定, 1896년 6월 10일 ~ 1947년 10월 27일, 독립운동가. 아호(雅號)는 청남(晴南), 산은(汕隱). 대한독립군 중장)
    - 당숙모: 한문이(韓文伊, 1895년 5월 7일 ~ 1941년 2월 23일, 이상정(李相定)의 부인.
    - 당숙모: 권기옥(權基玉, 1901년 1월 11일 ~ 1988년 4월 19일, 이상정(李相定)의 부인. 여성 비행사, 대한독립군 대위)
    - 5촌 당숙: 이상화(李相和, 1901년 5월 9일 ~ 1943년 4월 25일, 작가, 민족 시인. 아호(雅號)는 상화(尙火, 想華), 무량(無量), 백아(白啞).)
    - 당숙모: 서온순(徐溫順)
    - 5촌 당숙: 이상백(李相佰, 1904년 8월 6일 ~ 1966년 4월 14일, 사학자 겸 체육행정가. 前 국제올림픽위원회 위원. 아호(雅號)는 상백(想白), 백무일재(百無一齋).)
    - 5촌 당숙: 이상오(李相旿, 1905년 ~ 1969년, 수렵가, 바둑인. 아호(雅號)는 모남(慕南). 경상북도 대구 우현고등보통학교 및 일본 호세이 대학교 법정학과 졸업.)
      - 6촌 누이: 이겸희(李謙熙)
      - 6촌 매부: 박창암(朴蒼巖, 1923년 5월 15일 ~ 2003년 11월 10일, 군인, 정치가. 이상오의 사위. 아호(雅號)는 만주(滿洲), 허주(虛舟), 농부(農夫). 대한민국 군사영어학교 1기 출신. 육군 준장 전역.)
- 할아버지 : 이일우(李一雨, 호는 소남(小南), 1869년 10월 4일 ~ 1936년 8월 15일)
  - 백부 : 이상악(李相岳, 호는 긍남(肯南), 1886년 9월 24일 - 1941년 1월 8일)
  - 백모 : 서법경(徐法卿)
  - 백모 : 이명득(李命得)
    - 사촌 : 이석희
    - 사촌 형수 : 안귀홍, 경북대 병원장 안두홍의 누나, 영남의료원장을 역임한 안종철의 고모
      - 5촌 조카 : 이재철
      - 5촌 조카딸 : 이재주, 군법무관 손준성의 어머니
      - 5촌 조카딸 : 이재란
      - 조카사위 : 박영철, 대봉정형외과 원장

    - 사촌 : 이탁희, 3남 3녀
      - 5촌 조카 : 이재구, 대구 성서병원 원장
      - 5촌 조카 : 이재혁, 성서이비인후과 원장
      - 조카사위 : 이동수, 대영산부인과 원장
      - 조카사위 : 김재연, 경산신경외과 원장

  - 숙부 :
  - 숙부 : 이상길
    - 사촌 : 이합희, 출판인, 동명사 전 부사장 역임
    - 사촌 : 이엽희
    - 사촌형수 : ?, 박기성 에스닷(대구문구센터) 사장의 누이
    - 사촌 : 이섭희, 이재우(의사, 부산 고신대학교 의대 교수, 고신대 내과과장)
    - 사촌 누이 : 이무희
    - 사촌 매부 : 최한웅, 서울대학교 의대 교수
    - 사촌 누이 : 이수희
    - 사촌 매부 : 이경형, 서울대학교 공대 교수

  - 고모 : 이숙경
  - 고모부 : 윤홍열(尹洪烈, 1893년 ~ 1947년 2월 19일), 남조선과도입법위원회 의원과 대구시보사 사장 역임 - 윤필오의 아들
    - 고종사촌누나 : 윤영주
    - 고종사촌형 : 윤성기
    - 고종사촌형수 : 허귀진(1923년 - ) - 대구시장 허억(許億)의 딸
    - 고종사촌누나 : 윤덕주(尹德珠, 1921년 6월 23일 - 2005년 7월 8일[6]), 농구선수, 대한체육회  부회장·명예회장 역임
    - 사촌매부 : 서정귀(徐廷貴, 1919년 ~ 1974년), 4대·5대 국회의원, 재무부 차관(1960년), 호남정유사 사장 역임
- 아버지 : 이상무(李相武)
- 어머니 : 이원임(경기여고5회졸업,경기여고교사)
  - 형 : 이달희(소아과 의사)
- 부인 : 박부남 (朴富南, 1931년  8월 12일 ~ 2018년 1월 11일), 소아과 의사
  - 아들 : 이재창(정형외과 의사)
  - 며느리 : 구정연
  - 손자 : 이석호(Rhode Island School of Design 졸업, 건축디자이너, 뉴욕 맨해튼에서 근무), 이규호 (컬럼비아대학 biotechnology 석사과정 수료, 뉴욕 맨해튼 마운트 사이나이 병원 연구원 )
  - 딸 :  이재영
  - 사위 : 이경락(영등포유통 대표)
  - 딸 :  이재정
  - 사위 : 채인돈
  - 딸 :  이은정
  - 사위 : 오재윤(안과 의사)
- 처조부 : 박중양(朴重陽, 1872년 5월 3일 ~ 1959년 4월 23일)
- 처조모 : 이주열(李主悅, 본관은 전주(全州), 1870년 3월 4일 - 1961년 5월 20일)
- 장부 : 박문웅((朴文雄, 1890년 12월 7일 - 1959년 8월 14일)
  - 처숙부 : 박무웅(朴武雄, 생몰년 미상)
  - 처고모 : 박정자(朴政子)
- 장모 : 남원양씨 순이(南原梁氏, 1907년 8월 11일 - ?), 양재형(梁在亨)의 딸
  - 처형 : 박혜순
  - 동서 : 노영달(盧榮達, 본관은 상주(尙州))
  - 처남 : 박승효(朴勝孝, 다른 이름은 세정(世禎), 1933년 8월 1일 - )

## 기타
그의 큰아버지 이상악의 딸은 육당 최남선의 아들과 결혼하여 사돈을 맺었다. 이 인연으로 이상악의 조카이자 이열희의 사촌인 이합희는 육당 최남선이 만든 문예지 '소년'의 출판사인 동명사에서 장기간 부사장직을 맡는다.
그의 고모부는 남조선과도입법위원회 의원과 대구시보사 사장을 지낸 윤홍열로, 바로 충청남도 공주 규수인 서순애 여사를 상화와 중매한 장본인이다. 윤홍열의 딸 윤덕주는 서정귀 전 호남정유사장과 결혼, 대한체육회 부회장을 지냈다.

## 같이 보기
| - 치과 대학 - 치과 - 경북대학교 - 교남학원 - 대한악안면성형외과학회 - 성형외과 - 대한치과의사협회 - 이일우 - 우현서루 - 이동진 | - 이상정 - 빼앗긴 들에도 봄은 오는가 - 이상화 - 이상백 - 최남선 - 박중양 - 박창암 - 권기옥 |